# Famille Le Bègue de Germiny
 (février 2019).
Si vous disposez d'ouvrages ou d'articles de référence ou si vous connaissez des sites web de qualité traitant du thème abordé ici, merci de compléter l'article en donnant les références utiles à sa vérifiabilité et en les liant à la section « Notes et références ».
La famille Le Bègue de Germiny, anciennement Le Bègue, est une famille subsistante de la noblesse française, originaire de Lorraine, anoblie en 1596. Elle a formé deux branches subsistantes, la branche ainée, établie vers 1765 en Normandie, et la branche cadette, établie vers 1750 dans le Finistère. Une branche puinée demeurée en Lorraine, la branche de Girmont, s'est éteinte au début du XXe siècle.

## Histoire
Fils de François Le Bègue et de Marie Pistor, Vian Pistor Le Bègue (vers 1575 - 1645), seigneur de Germiny (Meurthe-et-Moselle), fut conseiller d’État et secrétaire du duc de Lorraine Charles III, qui récompensa ses services en lui attribuant des lettres de noblesse en date du 1er août 1596. Premier membre de la famille à être mentionné comme seigneur de Germiny, Vian Le Bègue se fit également accorder des lettres déclaratoires de gentillesse (« qui luy pourroient augmenter et accroistre le degré de noblesse que déjà il auroit eu acquis ») par Charles IV de Lorraine en 1634. L'un des fils de Vian, Gaspard, fonda la branche des Le Bègue de Girmont (Vosges).
Petit-fils de Vian, Joseph Le Bègue fut récompensé de ses missions diplomatiques au service du duc de Lorraine en étant créé comte du Saint-Empire par diplôme de l'empereur Charles VI en 1714. Ce titre comtal fut confirmé l'année suivante, pour lui et tous ses descendants, par lettres patentes du duc Léopold Ier de Lorraine.

## Filiation
- Joseph Le Bègue de Germiny (1648-1730), conseiller secrétaire d'État, commandements et finances des ducs Charles IV de Lorraine et Léopold Ier de Lorraine, doyen de leur Conseil d'État, et leur garde des sceaux ;
- Léopold Le Bègue de Germiny (1700-1758), conseiller d'État, garde des sceaux et chambellan du duc Léopold Ier de Lorraine ;

### Branche ainée
- Antoine François Le Bègue de Germiny (1725 à Nancy - 1761 à Nancy), capitaine au Royal Allemand, dont :
  - Antoine Raoul Gabriel Le Bègue de Germiny (1752 à Nancy - 1818 à Motteville), capitaine de dragons, dont :
    - Louis Gabriel Raoul Le Bègue de Germiny (1774 à Rouen - 1830 à Rouen), officier de cavalerie, dont :
      - Henri-Gabriel-Marie Le Bègue de Germiny (1811 à Rouen - 1900), officier d'infanterie, maire de Bavent, député du Calvados sous le Second Empire, dont :
        - Marcel Le Bègue de Germiny (1848 à Bavent - 1941), acteur mondain, auteur sous le pseudonyme de Maxime Gray ;

    - Henri-Charles Le Bègue de Germiny (1778 à Motteville - 1843), député de la Seine-Inférieure, préfet, baron en 1826 et pair de France sous la Restauration et la Monarchie de Juillet, dont :
      - Charles Le Bègue de Germiny (1799 à Cliponville - 1871 à Motteville), préfet, ministre des Finances sous la Seconde République, puis gouverneur de la Banque de France et sénateur sous le Second Empire, dont :
        - Adrien Le Bègue de Germiny (1826-1922), trésorier-payeur général de Seine-Maritime, régent de la Banque de France, dont :
          - Charles Le Bègue de Germiny (1852-1936), président de la Société norvégienne de l'Azote, maire de Saint-Germain-sous-Cailly (Seine-Maritime) ;

        - Eugène Le Bègue de Germiny (1841-1898), avocat, membre du conseil municipal de Paris et du conseil général de la Seine ;

    - Antoine Raoul Le Bègue de Germiny (1780 à Motteville - 1838 à Vaubadon), dont :
      - Clément Joseph Léon Le Bègue de Germiny (1809 à Bayeux - 1881), dont :
        - Hippolyte Antoine Le Bègue de Germiny (1840-1918), général de division, dont :
          - Pierre Louis Le Bègue de Germiny (1876-1941), capitaine de dragons, dont :
            - François Robert Le Bègue de Germiny (1908-1997), général de brigade, héros de la guerre de Corée. Une statue de plain-pied à son effigie représente les forces françaises sur le carrefour de l'ONU à Busan (Corée du Sud).

### Branche cadette
- Jean Le Bègue de Germiny (1727-1808), chef d'escadre des armées navales à Brest ;
- Léonce Le Bègue de Germiny (1850-1922), maire de l'île de Gorée de 1892 à 1914.

### Branche de Girmont
- Bernard Le Bègue de Girmont (de) (1758-1834), religieux ;
- Charles Gabriel Louis Le Bègue de Girmont (1808-1883), prêtre, supérieur des Bénédictines de Flavigny et Oriocourt, aumônier de la Maison des Orphelines, aumônier de l'Œuvre de Saint-François Xavier.
- Nicolas Gabriel Le Bègue de Girmont (1755 -1817 ), officier, Maire de Maixe ( an 9 - 1817 )

## Personnalités
- Joseph Le Bègue de Germiny (1648-1730), conseiller secrétaire d'État, commandements et finances des ducs Charles IV de Lorraine et Léopold Ier de Lorraine, doyen de leur Conseil d'État, et leur garde des sceaux ;
- Léopold Le Bègue de Germiny (1700-1758), conseiller d'État, garde des sceaux et chambellan du duc Léopold Ier de Lorraine ;
- Jean Le Bègue de Germiny (1727-1808), chef d'escadre des armées navales ;
- Henri-Charles Le Bègue de Germiny (1778-1843), député de la Seine-Inférieure, préfet, puis pair de France sous la Restauration et la Monarchie de Juillet ;
- Charles Le Bègue de Germiny (1799-1871), préfet, ministre des Finances sous la Seconde République, puis gouverneur de la Banque de France et sénateur sous le Second Empire ;
- Léontine Le Bègue de Germiny (1803-1871), Comtesse de Saint-Léonard, en religion Mère du Saint Cœur de Marie, fondatrice en 1842 des Sœurs du Cœur Immaculé de Marie de Blon ;
- Henri-Gabriel-Marie Le Bègue de Germiny (1811-1900), maire de Bavent et député du Calvados sous le Second Empire ;
- Adrien Le Bègue de Germiny (1826-1922), trésorier-payeur-général, régent de la Banque de France, inspirateur de la rose comte Adrien de Germiny ;
- Eugène Le Bègue de Germiny (1841-1898), avocat, membre du conseil municipal de Paris et du conseil général de la Seine ;
- Maurice Le Bègue de Germiny (1939- ), évêque émérite de Blois.

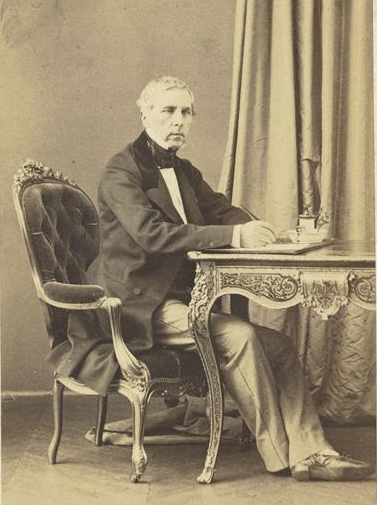
Charles de Germiny (1799-1871)
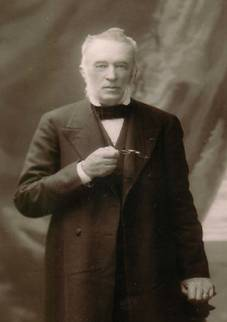
Adrien de Germiny (1826-1922)
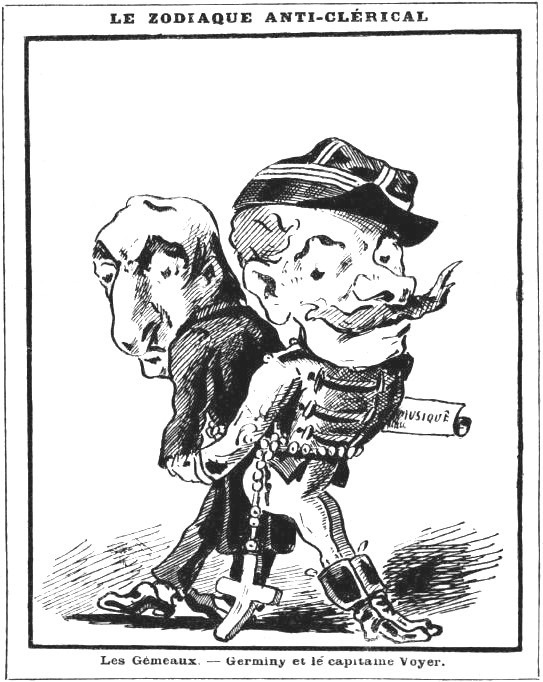
Eugène de Germiny (1841-1898)
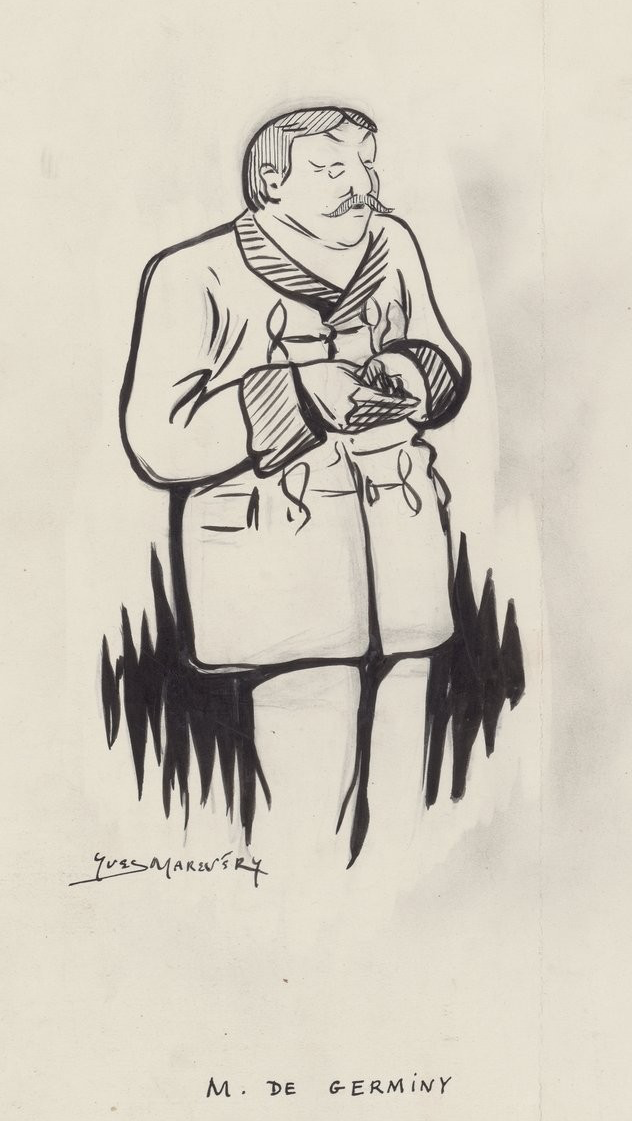
Marcel de Germiny (1848-1941)

## Châteaux et demeures

### Normandie
- Château de Motteville (Seine-Maritime)
- Château de Sassy (Orne)
- Château de Béneauville (Calvados)
- Château de Saint-Maurice-du-Désert (Orne)

### Autres régions
- Château de La Flotte (Sarthe)
- Château-Dauphin (Puy-de-Dôme)
- Château de Moyenneville (Somme)
- Château du Marteray (Isère)
- Château de Saint-Martin (Isère)

## Armes
- Écartelé : aux 1 et 4, d'azur à une ombre (ou poisson) d'argent posée en fasce (qui est Le Bègue) ; aux 2 et 3, d'azur à l'écusson d'argent (qui est Germiny) ; sur le tout, d'argent à l'aigle éployée de sable (qui est des comtes du Saint-Empire).

## Postérité
- Le nom Germiny a été donné à une rose, la rose comte Adrien de Germiny, et à un potage, le potage Germiny, à base d'oseille, créé par Adolphe Duglere (1805-1884) pour Adrien Le Bègue de Germiny, régent de la Banque de France. Ce potage était servi dans de nombreux palaces et sur le paquebot France.
- Une statue de François Robert Le Bègue de Germiny de plain-pied à son effigie représente les forces françaises sur le carrefour de l'ONU à Busan (Corée du Sud).
- La commune de Germiny (Meurthe-et-Moselle) a adopté pour armes celles de la famille Le Bègue de Germiny[réf. nécessaire]